# イタイケに恋して
『イタイケに恋して』（イタイケにこいして）は、読売テレビ制作・日本テレビ系「プラチナイト」の「モクドラF」枠で2021年7月1日から9月9日まで放送されていたテレビドラマ。主演は渡辺大知と菊池風磨（Sexy Zone）とアイクぬわら（超新塾）。渡辺とアイクは共に本作が地上波の連続ドラマ初主演となる。

## 登場人物

### 主要人物
影山信博（かげやま のぶひろ）
演 - 渡辺大知
売れないシンガーソングライター。ネガティブ気質なところがある。過去の恋愛が原因で、次の恋に踏み出せずにいる。
飯塚将希（いいづか まさき）
演 - 菊池風磨（Sexy Zone）
自らのプライドの高さにより売れない劇団俳優。簡単に惚れやすいところがある。
マリック・ジョンソンJr.（ -ジュニア）
演 - アイクぬわら（超新塾）
純粋すぎて売れないアメリカ人の少女漫画家。
谷村結花（たにむら ゆいか）
演 - 石川恋
信博の元カノ。少々暴力的なところがある。
弘田佐知 (ひろた さち）
演 - 石井杏奈
恋愛インフルエンサーの大学院生。
六郎さん
演 - 升毅
信博たちが住むシェアハウスに常駐している恋愛AIシミュレーター。
ざぶとん（猫）
演 - まる（猫）
佐知が通う大学の研究室で飼われている猫。

### ゲスト
第1話
橘果帆
演 - 大友花恋
格闘家風情の男
演 - 勝村周一朗
痩せた男
演 - ほしのディスコ
第2話
芹澤日菜美
演 - 山崎紘菜
石渡麒一
演 - オラキオ
権田瑠華
演 - 瀬戸さおり
酔っ払いの男
演 - シバター
第3話
日向みなみ
演 - 黒川智花
悠也・聖里矢（二役）
演 - 笠原秀幸
第4話
エレナ
演 - 尾崎由香
郁夫
演 -
第5話
清水
演 - 山村紅葉
田崎
演 - 千葉雅子
瀬戸口
演 - 石野真子
第6話
菜野花
演 - 仁村紗和
秀雄（菜野花の兄）
演 - 濱津隆之
福本たまみ
演 - 片山萌美
第7話
第8話
常楽寺
演 - 奥野瑛太
小野田友梨（パン職人）
演 - 矢野優花
黒岩海華（ホテルコンシェルジュ）
演 - 前田亜美
田中瑞穂（華道家）
演 - 秋月三佳
20人の美女軍団
演 –森岡朋奈（マッサージアドバイザーの戸部未唯名役）／奥村優希（ホームパーティークリエイターの筒井えみ役）／ キキ花香（会社経営者の野沢鈴役）／寺田御子（アニメ研究家の佐々木理佐役）／八鍬有紗（大工見習いの平沢加奈子役）／平井珠生（巫女の竹内愛結花役）／山﨑果倫（読者モデルの石江由佳役）／加田穂乃華／秋谷百音（ハーピストの西条くるみ役）／雪平莉左／我妻美月／マヘリ羽梨沙／小林瑞稀／鈴木南那佳／竹内佐織／坂尻夏海／丹羽奏恵／
第9話

演 - 上川周作

演 - 塩川菜摘
第10話
最後の相談者
演 - 安達祐実

## スタッフ
- 脚本 - 徳尾浩司
- 監督 - 豊島圭介
- 音楽 - スキャット後藤
- 主題歌 - オリヴィア・ロドリゴ「ドライバーズ・ライセンス（英語版）」（ユニバーサル インターナショナル）[8]
- 漫画作画協力 - KUZU★MOCHI
- 技術協力 - ビデオフォーカス、サウンドライズ
- 美術協力 - KHKアート、山崎美術
- チーフプロデューサー - 沼田賢治
- プロデューサー - 福田浩之、坪ノ内俊也
- 制作協力 - R.I.S Enterprise
- 製作著作 - 読売テレビ

## 放送日程
| 話数         | 放送日  | サブタイトル             | ラテ欄                                |
| ------------ | ------- | ------------------------ | ------------------------------------- |
| episode1     | 7月01日 | 12秒に恋して             | こじらせ男子3人組が恋のキューピッド!? |
| episode2     | 7月08日 | 忘却の彼方に恋して       | 事故で記憶失っても同じ人好きになる?   |
| episode3     | 7月15日 | ドッペルゲンガーに恋して | 元カレとそっくりな男に恋するのアリ?   |
| episode4     | 7月22日 | 「卒業」に恋して         | 禁断のミッション! 結婚式で花嫁を奪え  |
| episode5     | 7月30日 | タイムカプセルに恋して   | 40年前のラブレター…初恋相手を探せ!    |
| episode6     | 8月12日 | 囚われの君に恋して       | 恋する殺意! 好きになったのは殺人犯!?  |
| episode7     | 8月19日 | 着ぐるみに恋して         | 着ぐるみと真剣愛!? 切ない結末に大号泣 |
| episode8     | 8月27日 | 永遠の愛に恋して         | 20名の美女軍団が仁義なき恋愛バトル    |
| episode9     | 9月03日 | 親友に恋して             | いよいよ最終章突入 親友に告白はアリ?  |
| last episode | 9月09日 | イタイケに恋して         | 衝撃ラスト! こじらせ恋愛が奇跡起こす  |

- episode5は前夜放送の『news zero』の放送時間拡大により10分繰り下げられ、7月30日（金曜日）の0時09分 - 1時04分に放送された。
- 8月5日は『東京五輪プレミアム』（23:00 - 6日2:00）放送のため、休止された。
- episode8・9は前夜放送の『news zero』の放送時間拡大により5分繰り下げられ、8月27日・9月3日（金曜日）の0時04分 - 0時59分にそれぞれ放送。